# Platycryptus undatus
Platycryptus undatus är en spindelart som först beskrevs av De Geer 1778.  Platycryptus undatus ingår i släktet Platycryptus och familjen hoppspindlar. Inga underarter finns listade i Catalogue of Life.